# Harald Sohlberg
Harald Oskar Sohlberg (Oslo, 29 de novembro de 1869 – Rondane, 19 de junho de 1935) foi um pintor norueguês do neorromantismo.
Conhecido como o "gênio solitário", em seu trabalho era comum unir elementos do romantismo, do naturalismo e do simbolismo, retratando a paisagem norueguesa. É considerado como um dos grandes mestres da paisagem em tela da arte da Noruega.

## Biografia
Harald nasceu na capital norueguesa, em 1869, quando a cidade ainda era chamada por Kristiania. Era o oitavo entre os doze filhos de um negociante de peles e de uma filha de fazendeiros da região. Era irmão da pianista e cantora Gyda Sohlberg. Cresceu em um bairro bom, mas que estava empobrecendo ao longo do tempo. Seus pais tinham ambições para os filhos, desejando que eles tivessem a educação que lhes faltava. Harald estudou piano e canto, tendo começado a desenhar aos 14 anos. Seu pai, porém, não achava que o filho tivesse tanto talento. Harald tornou-se aprendiz, aos 16 anos, do pintor e figurinista de teatro, Wilhelm Krogh.
Como aprendiz, foi obrigado a ter aulas no National College of Art and Design, em Oslo, mas insatisfeito com o curso, largou apenas um semestre. Quatro anos depois, em 1889, seu pai lhe deu permissão de deixar o aprendizado sem fazer as provas finais. No verão, ele viajou sozinho para a região de Valdres, ao norte da capital, levando suas telas, pinceis e tintas, onde fez suas primeiras telas.
No verão seguinte, pintou com Sven Jörgensen, em Slagen, passando curtos períodos de tempo estudando com vários artistas diferentes, como Erik Werenskiold, Eilif Peterssen e Harriet Backer. Acompanhando Kristian Zahrtmann à escola de artes de Copenhague, em 1892, encontrou outros pintores como Paul Gauguin. Com o sucesso que seu quadro "Nigh Glow" fez em 1894, adquirido pela Galeria Nacional da Noruega, Harald pode viajar a Paris, com bolsa de estudos do governo. Em 1901, casou-se com Lilly Rachel Hennum (1878-1967), com quem teve um filho, Dag Sigurd Sohlberg.

## Estilo
Mesmo em seus estudos e viagens, Harald dava preferência às paisagens nativas da Noruega. Visitou regiões do país que antes não tinham chamado a atenção de outros pintores e isso o ajudou a estabelecer um estilo. Enquanto alguns pintores buscavam paisagens bucólicas e agradáveis, Harald retratou a região de Røros, conhecida pela extração de carvão. Em suas obras, era comum o contraste entre a natureza e elementos tecnológicos humanos, como uma paisagem extensa, pontilhada por postes de telégrafo.
Junto da pintura, Harald escrevia poesia e contos. Na maioria das vezes sua prosa lírica descreve seu humor enquanto criava sua telas. As preocupações básicas da época, como morte, fé, espiritualidade, erotismo, também faziam parte de suas inquietações artísticas.
Comprometido com a visão romântica do artista solitário, ele se isolava por longos períodos, devotado unicamente às suas pinturas. Preocupava-se obsessivamente em negar qualquer influência de artistas contemporâneos em seu trabalho. Mantinha-se isolado das discussões do mundo da arte, inclusive quando se referiam ao seu trabalho, atribuindo sua técnica e inspirações a algo próprio seu e de sua imaginação.
Em 1899, Harald visitou a região de Rondane (hoje o Parque Nacional de Rondane), em uma vigem de esqui e se encantou pelas montanhas nevadas e a noite, várias vezes retratada em suas obras. Sua permanência na região de Rondane gerou muitos rascunhos e esboços, além de telas que hoje estão em vários museus do mundo.

## Morte
Harald morreu em 19 de junho de 1935, devido a um câncer na coluna vertebral, aos 65 anos, três meses depois de receber uma pensão vitalícia para artistas do governo norueguês. Ele foi sepultado no Cemitério de Nosso Salvador, na capital norueguesa.

## Galeria

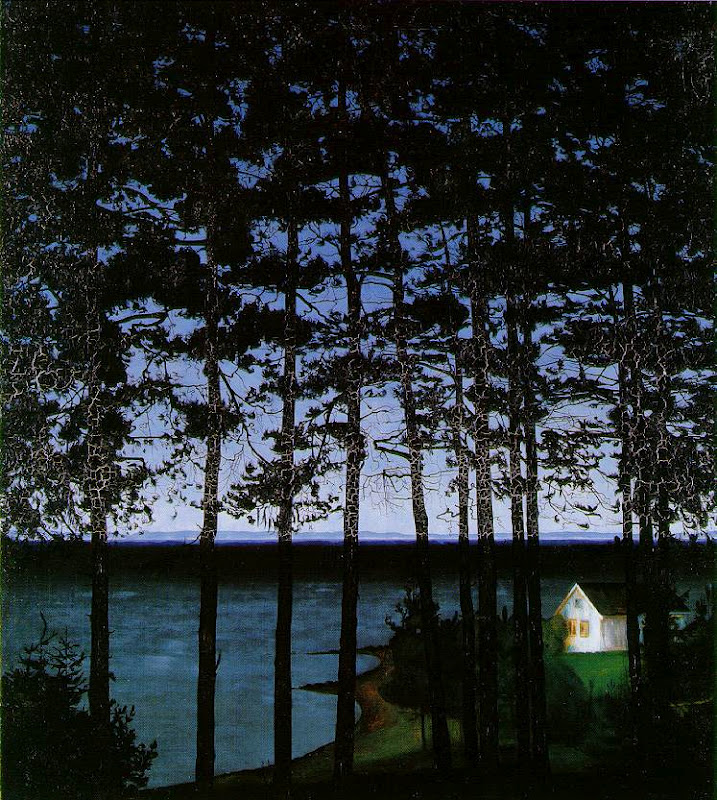
Fiskerens stue, óleo sobre tela, 1907
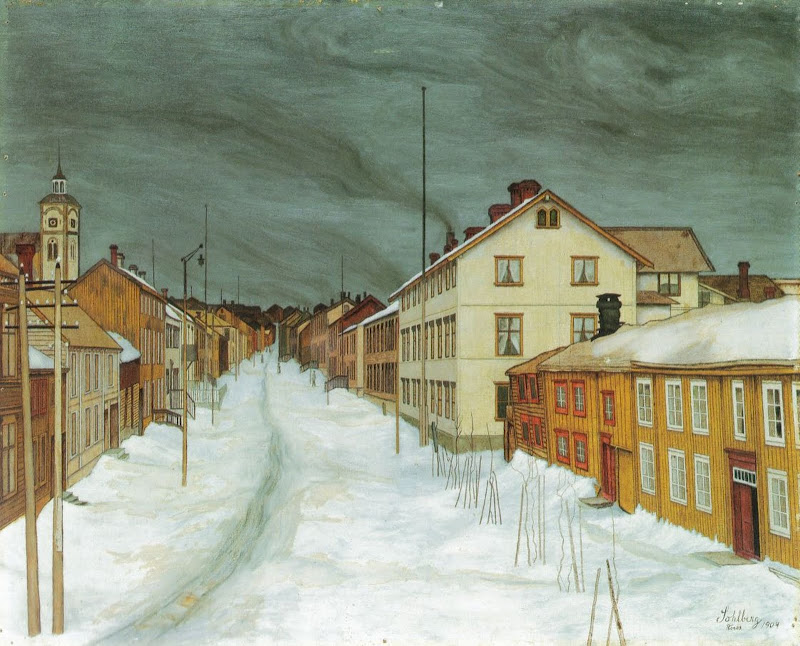
Storgaten Røros, óleo sobre tela, cerca de 1900
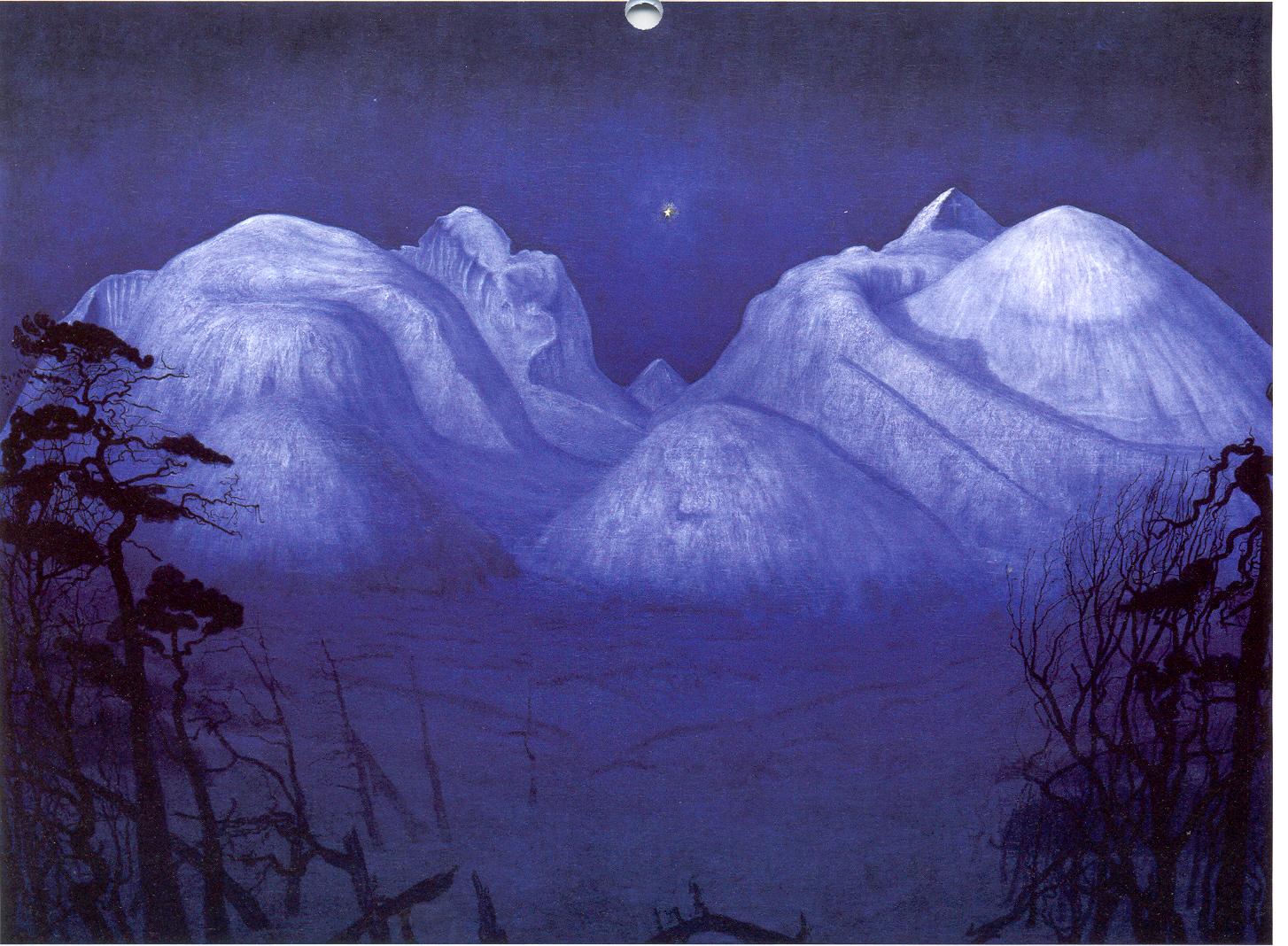
Vinternatt i fjellene, óleo sobre tela, 1914
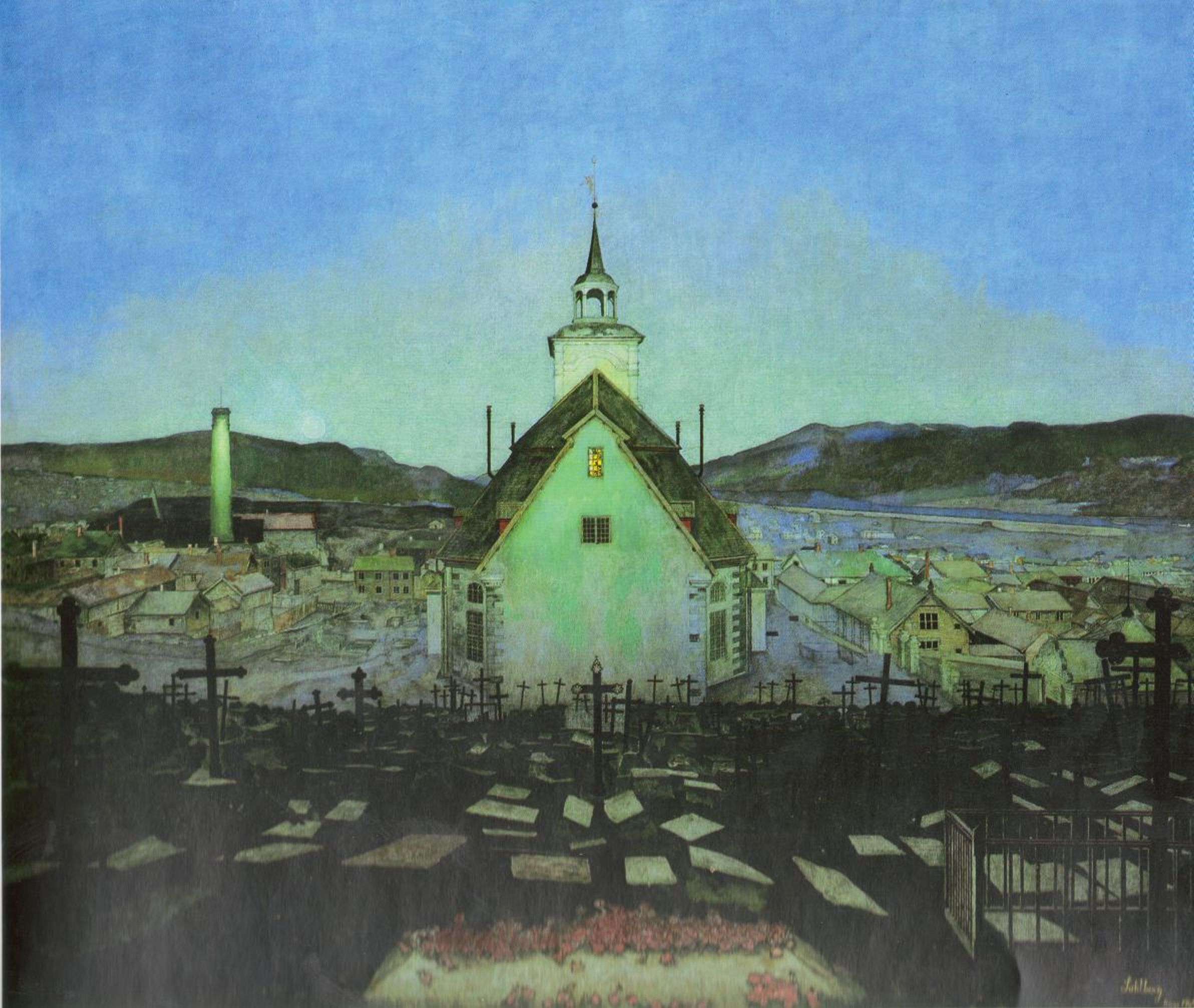
Natt, óleo sobre tela, 1904
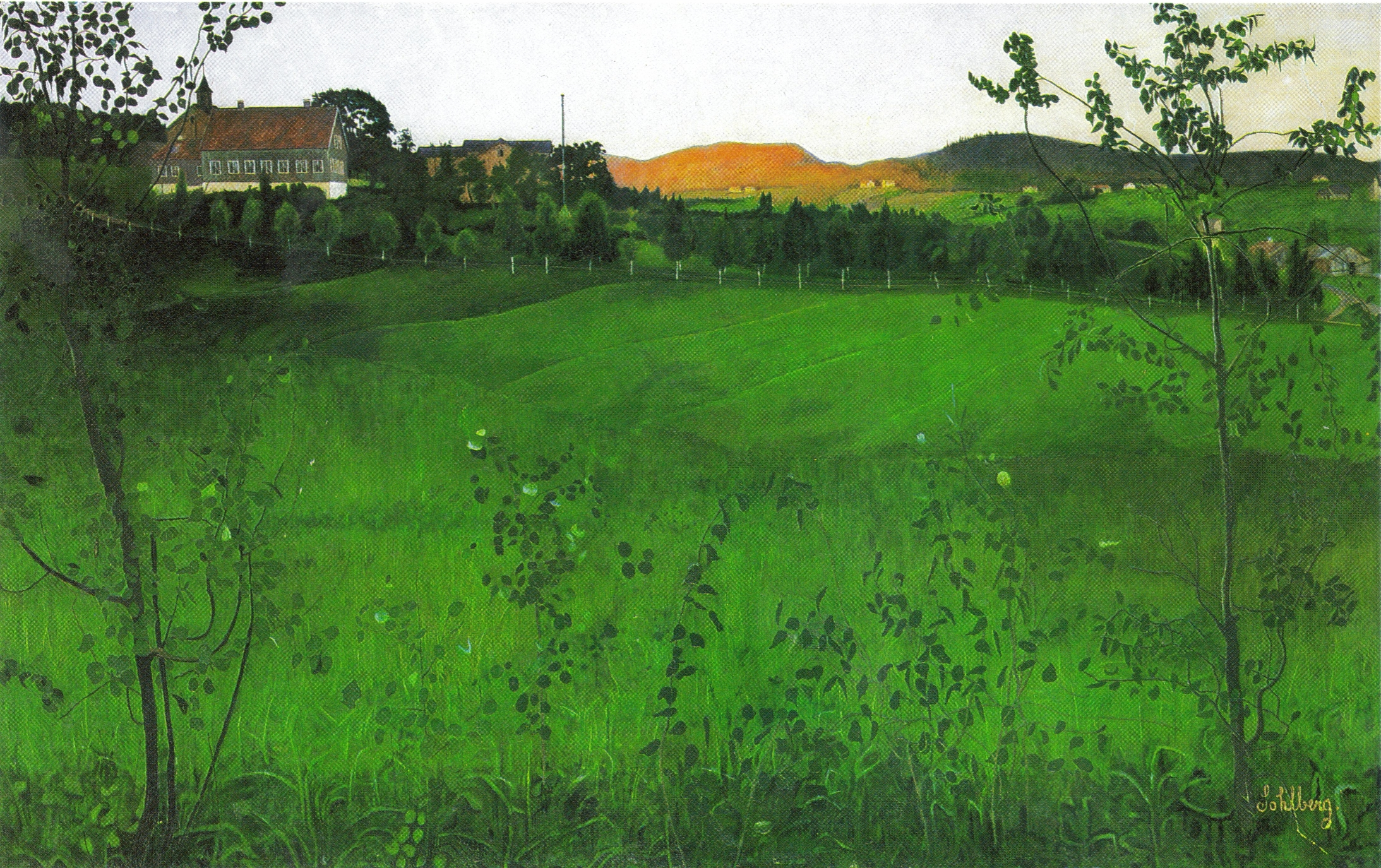
Modne jorder, óleo sobre tela, entre 1895 e 1897